# Kim Novak badede aldrig i Genesarets sø
Kim Novak badede aldrig i Genesarets sø er en svensk thrillerfilm fra 2005 instrueret af Martin Asphaug. Filmen er baseret på Håkan Nessers roman af samme navn og har blandt andre Anton Lundqvist, Jonas Karlsson og Helena af Sandeberg i hovedrollerne.

## Handling
Året er 1962. Erik, hans nye ven Edmund og hans voksne bror Henry tilbringer sommeren ved Genesarets sø. Her opholder den smukke Kim Novak, som i virkeligheden hedder Ewa og er Eriks lærerinde, sig også.

## Medvirkende (i udvalg)
- Anton Lundqvist - Erik Wassman
- Johan H. Kjellgren - Erik Wassman som voksen
- Jesper Adefelt - Edmund Wester
- Chatarina Larsson - Ellen Wassman
- Jonas Karlsson - Henry Wassman
- Helena af Sandeberg - Ewa Kaludis
- Leif Andrée - Albin Wester
- Cecilia Nilsson - Signe Wester
- Måns Nathanaelson - Rogga Lundberg